# Adrian Dalsey
Dieser Artikel wurde aufgrund inhaltlicher und/oder formaler Mängel auf der Qualitätssicherungsseite des Portals Wirtschaft eingetragen. 
Du kannst helfen, indem du die dort genannten Mängel beseitigst oder dich an der Diskussion beteiligst.
Adrian Dalsey (* 14. Oktober 1914 in Illinois, Vereinigte Staaten; † 10. Oktober 1994 in Walnut Creek, Kalifornien) war ein amerikanischer Unternehmer. Zusammen mit Larry Hillblom und Robert Lynn gründete er 1969 den Kurierdienst DHL, der per Flugzeug Dokumente von San Francisco nach Honolulu lieferte. Hier war Dalsey für den Vertrieb zuständig. 1980 verkaufte Dalsey seine Anteile an der Firma.
Adrian Dalsey wurde in Illinois als Sohn eines jüdisch-polnischen Vaters und einer US-amerikanischen Mutter geboren und besuchte das Wheaton College, aus dem er später ausschied. Er war in erster Ehe verheiratet mit Marjorie Schutt Dalsey und hatte zwei Kinder, Jonathan und Jennifer. Später ließ er sich scheiden und heiratete seine zweite Frau Annie, nachdem sein dritter Sohn Harry geboren war. Diese Ehe bestand bis zu seinem Tod 1994.